# Evangelikální letniční jednota (Polsko)
Evangelikální letniční jednota (polsky Ewangeliczna Wspólnota Zielonoświątkowa) je letniční křesťanská církev v Polsku. Jejím vrchním presbyterem je Tadeusz Krzok. Církev byla zaregistrována roku 1981. Roku 2011 čítala 547 věřících v 6 sborech a 2 stanicích, roku 2022 614 věřících.

## Historie
Kořeny tohoto hnutí sahají do počátku 20. století na Těšínské Slezsko, kdy nastalo velké náboženské probuzení. Roku 1910 byli tito věřící registrováni v tehdejším Rakousku-Uhersku jako Spolek rozhodných křesťanů (letničních). Roku 1920 po těšínské krizi zůstala většina věřících v Československu.
V 60. letech vznikl návrh na přesídlení do Polska. V letech 1966-1972 přesídlili věřící celkem ve třech vlnách do Nízkých Beskyd v Polsku, a to do tří vesnic: Woli Piotrowy (34 rodin), do Puław (18 rodin), do Wisłoczku 16 rodin a jedna rodina do Tokarni. V prvních třech sídlech založili samostatné sbory.
Roku 1981 byly sbory zaregistrovány jako Protestantská jednota beskydského regionu - Letniční církev (Protestancka Wspólnota Regionu Bieszczadzkiego – Kościół Zielonoświątkowy). Roku 1984 začali vydávat časopis Hlas pravdy (Głos Prawdy).
Roku 1993 byl založen sbor v Sanoku, roku 1994 v Gorlicích, roku 1996 ve Walimi a v Czarne Górnej.

## Věrouka
Církev je evangelikálního charakteru, staví na Písmu Svatém, opírá se o dědictví reformace a apoštolské učení.
Vyznání církve:
- uznává Bibli jako jediný, neomylný a inspirovaný zdroj víry
- uznává Svatou Trojici
- spaseni jako dar milosti Boží hříšníkům, projevující se s vyznáním víry prostřednictvím znovuzrození z Ducha Svatého
- křest v dospělém věku na vyznání víry ponořením ve vodě
- Večeři Páně jako památku oběti Ježíše Krista symboly chleba a vína
- křest v Duchu Svatém a aktuálnost všech duchovních darů udělených církvi při Letnicích a jejich trvání v církvi
- církev jako povšechné společenství věřících křesťanů bez ohledu na konkrétní konfesi
- uzdravení nemocných, mluvení v jazycích, proroctví atd.
- zmrtvýchvstání věřících a život věčný.

## Působnost
Církev působí na celém území Polska a je zapsána do rejstříku církví a náboženských společností pod registračním číslem 10. Sbory mají své modlitebny, nazývané domy modlitby (domy modlitwy), kde probíhají bohoslužby. Jednou do roka se koná konference ve Woli Piotrowej (koná se v září). Sjezd mládeže se koná v Puławách (červenec), květnová roční konference (Rocznica) ve Wisłoczku a v Sanoku (červen). Církev provozuje misijní a charitativní činnost.

## Struktura

### Sbory
- sbor Walim  (pastor: Wojciech Maciak)
- sbor Gorlice  (pastor: Daniel Janik)
- sbor Puławy (pastor: Karol Rusnok)
- sbor Sanok (pastor: Tadeusz Krzok)
- sbor Wisłoczek (pastor: Bogusław Rusnok)
- sbor Wola Piotrowa (pastor: Czesław Wigłasz)[3]

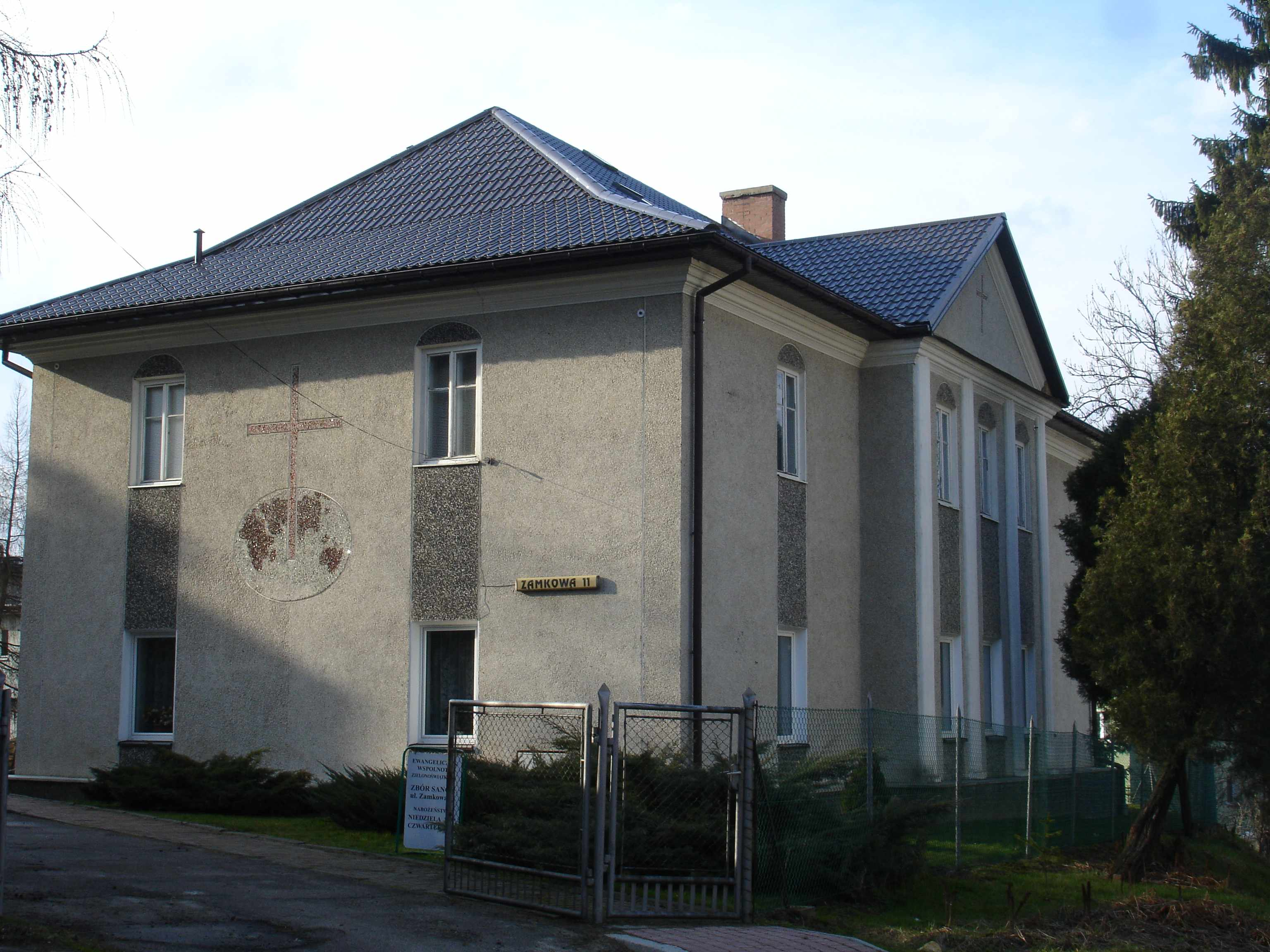
Sbor v Sanoku
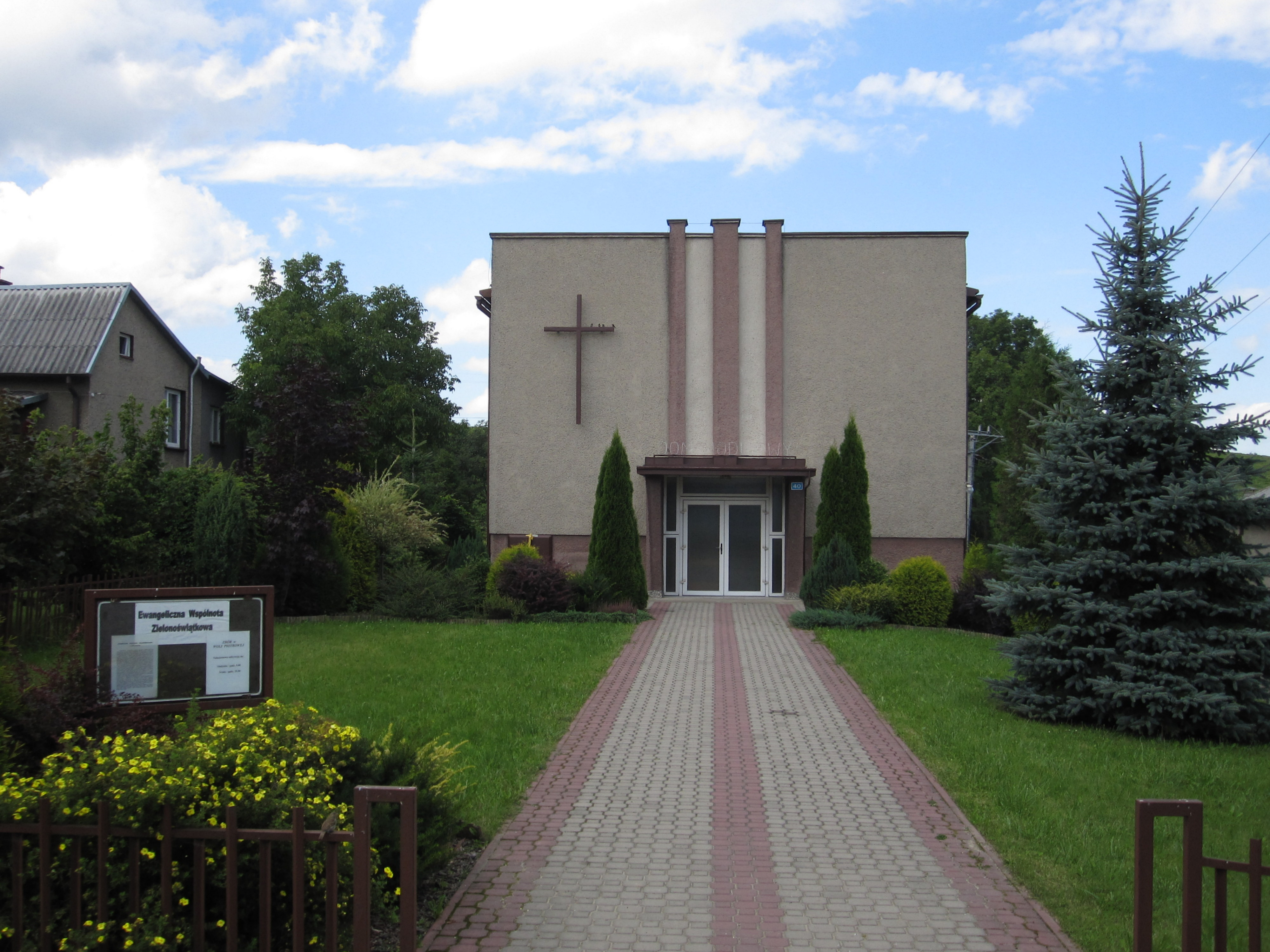
Sbor ve Woli Piotrovej